# Ischnochiton lentiginosus
Ischnochiton lentiginosus är en blötdjursart som först beskrevs av Sowerby 1840.  Ischnochiton lentiginosus ingår i släktet Ischnochiton och familjen Ischnochitonidae. Inga underarter finns listade i Catalogue of Life.